# Aeranthes ecalcarata
Aeranthes ecalcarata är en orkidéart som beskrevs av Joseph Marie Henry Alfred Perrier de la Bâthie. Aeranthes ecalcarata ingår i släktet Aeranthes och familjen orkidéer. Inga underarter finns listade i Catalogue of Life.